# Bonnières-sur-Seine
Bonnières-sur-Seine és un municipi francès, situat al departament d'Yvelines i a la regió de Illa de França. L'any 2007 tenia 4.028 habitants.
Forma part del cantó de Bonnières-sur-Seine, del districte de Mantes-la-Jolie i de la Comunitat de comunes Les Portes de l'Île-de-France.

## Demografia

### Població
El 2007 la població de fet de Bonnières-sur-Seine era de 4.028 persones. Hi havia 1.621 famílies, de les quals 526 eren unipersonals (167 homes vivint sols i 359 dones vivint soles), 391 parelles sense fills, 539 parelles amb fills i 165 famílies monoparentals amb fills.
La població ha evolucionat segons el següent gràfic:
Habitants censats

### Habitatges
El 2007 hi havia 1.731 habitatges, 1.668 eren l'habitatge principal de la família, 17 eren segones residències i 45 estaven desocupats. 908 eren cases i 805 eren apartaments. Dels 1.668 habitatges principals, 763 estaven ocupats pels seus propietaris, 848 estaven llogats i ocupats pels llogaters i 58 estaven cedits a títol gratuït; 56 tenien una cambra, 247 en tenien dues, 440 en tenien tres, 458 en tenien quatre i 467 en tenien cinc o més. 968 habitatges disposaven pel capbaix d'una plaça de pàrquing. A 857 habitatges hi havia un automòbil i a 484 n'hi havia dos o més.

### Piràmide de població
La piràmide de població per edats i sexe el 2009 era:
| Homes | Edats   | Dones |
| ----- | ------- | ----- |
| 0     | 95 o +  | 4     |
| 0     | 90 a 94 | 8     |
| 32    | 85 a 89 | 32    |
| 8     | 80 a 84 | 24    |
| 60    | 75 a 79 | 108   |
| 56    | 70 a 74 | 72    |
| 64    | 65 a 69 | 104   |
| 76    | 60 a 64 | 80    |
| 68    | 55 a 59 | 72    |
| 96    | 50 a 54 | 72    |
| 156   | 45 a 49 | 156   |
| 156   | 40 a 44 | 172   |
| 144   | 35 a 39 | 136   |
| 136   | 30 a 34 | 176   |
| 172   | 25 a 29 | 168   |
| 120   | 20 a 24 | 152   |
| 120   | 15 a 19 | 164   |
| 168   | 10 a 14 | 164   |
| 156   | 5 a 9   | 124   |
| 136   | 0 a 4   | 112   |

## Economia
El 2007 la població en edat de treballar era de 2.528 persones, 1.932 eren actives i 596 eren inactives. De les 1.932 persones actives 1.725 estaven ocupades (924 homes i 801 dones) i 207 estaven aturades (84 homes i 123 dones). De les 596 persones inactives 143 estaven jubilades, 234 estaven estudiant i 219 estaven classificades com a «altres inactius».

### Ingressos
El 2009 a Bonnières-sur-Seine hi havia 1.694 unitats fiscals que integraven 4.207 persones, la mediana anual d'ingressos fiscals per persona era de 18.795 €.

### Activitats econòmiques
Dels 237 establiments que hi havia el 2007, 5 eren d'empreses extractives, 4 d'empreses alimentàries, 3 d'empreses de fabricació de material elèctric, 7 d'empreses de fabricació d'altres productes industrials, 31 d'empreses de construcció, 49 d'empreses de comerç i reparació d'automòbils, 11 d'empreses de transport, 19 d'empreses d'hostatgeria i restauració, 3 d'empreses d'informació i comunicació, 14 d'empreses financeres, 11 d'empreses immobiliàries, 28 d'empreses de serveis, 35 d'entitats de l'administració pública i 17 d'empreses classificades com a «altres activitats de serveis».
Dels 78 establiments de servei als particulars que hi havia el 2009, 1 era una oficina d'administració d'Hisenda pública, 1 gendarmeria, 1 oficina de correu, 6 oficines bancàries, 4 tallers de reparació d'automòbils i de material agrícola, 2 autoescoles, 3 paletes, 1 guixaire pintor, 10 fusteries, 10 lampisteries, 3 electricistes, 1 empresa de construcció, 7 perruqueries, 15 restaurants, 9 agències immobiliàries, 1 tintoreria i 3 salons de bellesa.
Dels 21 establiments comercials que hi havia el 2009, 1 era una gran superfície de material de bricolatge, 1 una botiga de més de 120 m², 3 fleques, 3 carnisseries, 1 una peixateria, 7 botigues de roba, 1 una botiga de roba, 1 una botiga d'equipament de la llar, 1 una sabateria i 2 floristeries.
L'any 2000 a Bonnières-sur-Seine hi havia 7 explotacions agrícoles.

## Equipaments sanitaris i escolars
El 2009 hi havia 1 centre de salut, 2 farmàcies i 1 ambulància.
El 2009 hi havia 1 escola maternal i 2 escoles elementals. Bonnières-sur-Seine disposava de 2 col·legis d'educació secundària amb 864 alumnes.

## Poblacions més properes
El següent diagrama mostra les poblacions més properes.